# ERNE Holding
Die Erne Holding AG  (Eigenschreibweise ERNE) ist eine Schweizer Baugruppe mit Sitz in Laufenburg und umfasst 12 Tochtergesellschaften. Das in vierter Generation geführte Familienunternehmen beschäftigt rund 1200 Mitarbeiter und erwirtschaftete 2022 einen Umsatz von 500 Millionen Schweizer Franken.

## Tätigkeitsgebiet
Die Erne Gruppe ist als Generalunternehmer in allen Baubereichen tätig. Dazu zählen Hochbau, Tiefbau, Spezialtiefbau, Strassenbau sowie Umbau und Sanierung. Im Holzbau hat sich Erne auf Raumlösungen mit Modulbausystemen und Elementbauten sowie auf die Bereiche Fenster, Türen und Fassaden spezialisiert. Ausserdem ist sie im Kies- und Betongeschäft tätig. Die Entwicklung und Realisierung von Immobilien runden das Portfolio der Erne Gruppe ab.

## Geschichte
Das Unternehmen wurde 1906 durch Joseph Erne als regionales Baugeschäft im Fricktal gegründet. Während des Ersten Weltkrieges war die Firma speziell im Bau von Fabriken zur Verhüttung des Fricktaler Erzes tätig. Zu Beginn der 1920er Jahre stieg Erne in den Gleisbau ein. 1929 übernahm das Unternehmen im Zuge der Errichtung des Flusskraftwerks Albbruck den Auftrag, das Dorf Alb mitsamt elf Bauernhäusern vollständig abzubauen und andernorts wieder aufzubauen.
Mit dem Bauboom der Nachkriegsjahre erhielt Erne im Fricktal verschiedene grössere Aufträge. 1965 wurde das Unternehmen in die zwei Schwesterfirmen, Erne AG Bauunternehmung und Erne AG Holzbau, aufgeteilt. Letztere begann 1972 mit dem Bau von vorfabrizierten, modularen Gebäuden.
1977 übernahm die Erne AG Bauunternehmung die Husner AG Hoch- und Tiefbau. 1983 wurden die Immobilien-Tätigkeiten in die neu gegründete Tochtergesellschaft ERLA Immobilien AG ausgelagert. 2001 folgte die Gründung der Kies + Beton Münchwilen AG als Tochterunternehmen der Erne AG Bauunternehmung. 2004 wurden sämtliche Gruppengesellschaften unter dem Dach der Erne Holding AG gefasst.
2017 feierte die Unternehmensgruppe das 111-Jahre-Jubiläum.

## Projekte
- Park Innovare, Neubau des Innovationsparks neben dem Paul Scherrer Institut (PSI)[2]
- Ostumfahrung Bad Zurzach, Bau der Umfahrung mit Tagbautunnel[3]
- Neubau Stadtpolizei Zürich, Neubau für die Kriminalabteilung der Stadtpolizei[4]
- Suurstoffi 22 Risch-Rotkreuz, Neubau des ersten Holz-Hochhauses der Schweiz[5]
- Novartis Pavillon, Produktion und Einbau Tannenfurnier[6]
- Kita Fischbach[7]

## Auszeichnungen
- 2009: Watt d’Or Bestleistungen im Energiebereich für Null-Energie-Wohnüberbauung Eulachhof[8]
- 2017: Schweighofer Prize für die Entwicklung des ERNE Portalroboters[8]
- 2018: Prix Lignum,1. Rang Region Zentrum und Silber National für Bürogebäude Suurstoffi, Risch-Rotkreuz[8][9]
- 2018: Prix Lignum Anerkennung Region Nord für das Sequenzielle Dach, Zürich[8]
- 2019: Holzbauunternehmen des Jahres 2019[8]
- 2021: Cradle to cradle Bronze-Zertifikat für das Beton-Verbund-System SupraFloor ecoboost²[8]
- 2022: Aargauer Unternehmenspreis, erster Preis in der Kategorie C «Grossunternehmen mit über 100 Mitarbeiter»[8]